# Нумазу
Нумазу (јап. 沼津市) град је у Јапану у префектури Шизуока. Према попису становништва из 2005. у граду је живело 208.001 становника.

## Становништво
Према подацима са пописа, у граду је 2005. године живело 208.001 становника.
| 1995.   | 2000.   | 2005.   |
| ------- | ------- | ------- |
| 216.470 | 211.559 | 208.001 |